# Nienhardt
Nienhardt är en släkt med sjöfarare från Berlin och Hamburg. En stor del av släkten utvandrade till Grand Rapids, Michigan i Amerika under 1800-talet. 
Carl Nienhardt (död 1914) grundade och drev 1871–1872 den första tyska veckotidningen i Grand Rapids, Der Pioneer. Även efter tidningens nedläggning fortsatte Nienhardt att driva tryckerirörelse i staden.